# Louis Ashbourne Serkis
Louis George Ashbourne Serkis (Londres, 19 de junio de 2004) es un actor inglés, conocido por interpretar a Álex en la aventura de fantasía de 2019 The Kid Who Would Be King.

## Biografía
Su padre, Andy Serkis, también es actor y director de cine, quien interpretó a Gollum en la trilogía El Señor de los Anillos y a César en varias películas de la franquicia El planeta de los simios, y su madre, Lorraine Ashbourne, es una actriz de teatro, cine y televisión inglesa, tiene dos hermanos Ruby Ashbourne Serkis (n. 1998) y Sonny Ashbourne Serkis (n. 2000) los cuales también son actores. Estudió en la Highgate School en Londres.
Comenzó a actuar en papeles televisivos. En mayo de 2016, hizo su debut cinematográfico en la película Alicia a través del espejo, interpretando al Sombrerero de joven. En julio de 2017, interpretó a Peter en la versión en inglés de Mary to Majo no Hana, y también apareció en The Current War. En noviembre de 2018, interpretó el personaje del cachorro de lobo Bhoot en Mowgli: Legend of the Junglea, una película dirigida y coprotagonizada por su padre. En febrero del 2019, dio vida a Álex en The Kid Who Would Be King.

## Filmografía

### Películas
| Año  | Título                         | Papel               | Notas                         |
| ---- | ------------------------------ | ------------------- | ----------------------------- |
| 2012 | El hobbit: un viaje inesperado | Joven Hobbit        | Solo en la versión extendida  |
| 2016 | Alicia a través del espejo     | Joven El Sombrerero |                               |
| 2017 | Mary to Majo no Hana           | Peter (voz)         | Doblaje en inglés             |
| 2017 | The Current War                | Dash Mayor          |                               |
| 2018 | Mowgli: Legend of the Jungle   | Bhoot (voz)         | También captura de movimiento |
| 2019 | The Kid Who Would Be King      | Álex                |                               |
| 2023 | Path to Ecstasy                | Adam                | Cortometraje                  |

### Televisión
| Año       | Título                   | Papel          | Notas                  |
| --------- | ------------------------ | -------------- | ---------------------- |
| 2014      | Endeavour                | Tommy Cork     | Episodio: «Neverland»  |
| 2016–2017 | Noddy, Toyland Detective | Noddy          | 7 episodios            |
| 2017      | Taboo                    | Robert         | 7 episodios            |
| 2017      | SS-GB                    | Douggie Archer | 3 episodios            |
| 2020      | Gambito de dama          | Georgi Girev   | Episodio «Medio juego» |
| 2022      | No Return                | Noah           | 4 episodios            |